# Denis Trautmann
Denis Trautmann (* 15. August 1972 in Querfurt) ist ein ehemaliger deutscher Leichtathlet, der bei den Olympischen Spielen 2000 den 21. Platz im 50-km-Gehen belegte.

## Sportliche Karriere
Denis Trautmann begann bei der BSG Traktor Gleina mit dem Sport. Von 1989 bis 1991 startete er für den SC DHfK Leipzig und 1992 für den SV Gleina, ab 1993 ging er für die LGV Gleina.
1991 war Denis Trautmann deutscher Jugendmeister im Bahngehen sowohl in der Halle als auch im Freien. 1993 war er Juniorenmeister im 20-km-Gehen. Bei den Deutschen Meisterschaften in der Erwachsenenklasse belegte er 1992 den siebten Platz über 20 km, 1993 war er Fünfter. 1994 nahm Denis Trautmann an den Halleneuropameisterschaften teil, erreichte aber nicht das Finale. Bei den Deutschen Meisterschaften 1995 belegte er den fünften Platz über 20 km und den siebten Platz über 50 km. In der Mannschaftswertung über 20 km siegte er zusammen mit seinem Bruder Mike Trautmann sowie Markus Heft. 1996 belegte er den fünften Platz über 50 km, über 20 km erreichte die Mannschaft der LGV Gleina den zweiten Platz. 1997 war er Vierter über 20 km und gewann zusammen mit Mike Trautmann und Markus Heft den Mannschaftstitel. Bei den Deutschen Meisterschaften 1998 belegte er über 20 km den fünften Platz und war Dritter über 50 km. Zusammen mit Mike Trautmann und Marino Grandi belegte er den zweiten Platz in der Mannschaftswertung über 50 km. Denis Trautmann startete zusammen mit Axel Noack bei den Europameisterschaften in Budapest über 50 km. Im Gegensatz zu Noack erreichte Trautmann das Ziel und belegte den achten Platz in 3:49:46 h.
1999 belegte Denis Trautmann bei den Deutschen Meisterschaften den vierten Platz über 20 km und den zweiten Platz in der Mannschaftswertung. Bei den Weltmeisterschaften 1999 startete er über 50 km und wurde disqualifiziert. Bei den Deutschen Meisterschaften 2000 siegte Denis Trautmann über 50 km. Beim olympischen Wettkampf in Sydney belegte er in 3:58:14 h den 21. Platz, sein Bruder kam als bester Deutscher auf den 19. Platz. Im Jahr darauf war Denis Trautmann bei den Deutschen Meisterschaften in persönlicher Bestzeit von 1:24:17 h Dritter über 20 km, in der Mannschaftswertung über 20 km kam die LGV Gleina auf den zweiten Platz. Trautmann startete auch bei den Weltmeisterschaften 2001 in Edmonton und wurde über 50 km wie zwei Jahre zuvor disqualifiziert.
2002 gewann Trautmann bei den Deutschen Meisterschaften als Dritter über 20 km und als Zweiter über 50 km zwei Medaillen in der Einzelwertung. Ein Jahr später war er auch bei den Deutschen Meisterschaften 2003 Dritter über 20 km. 2004 wurde er noch einmal Fünfter über 20 km und gewann zusammen mit seinem Bruder und mit Frank Putzer den Mannschaftstitel.
Zwischen 1993 und 2004 trat der gelernte Elektromechaniker bei 18 Wettkämpfen im Nationaltrikot an.

## Bestleistungen
- 20-km-Gehen: 1:24:17 h, 9. Juni 2001 in Eisenhüttenstadt[1]
- 50-km-Gehen: 3:48:05 h, 2. Mai 1999 in Mézidon-Canon